# NGC 3260
NGC 3260 est une galaxie elliptique située dans la constellation de la Machine pneumatique. NGC 3260 a été découverte par l'astronome britannique John Herschel en 1834.

## Caractéristiques
Sa vitesse par rapport au fond diffus cosmologique est de 2 736 ± 39 km/s, ce qui correspond à une distance de Hubble de 40,4 ± 2,9 Mpc (∼132 millions d'al).
À ce jour, six mesures non basées sur le décalage vers le rouge (redshift) donnent une distance de 56,633 ± 15,624 Mpc (∼185 millions d'al), ce qui est à l'intérieur des valeurs de la distance de Hubble. Notons cependant que c'est avec la valeur moyenne des mesures indépendantes, lorsqu'elles existent, que la base de données NASA/IPAC calcule le diamètre d'une galaxie et qu'en conséquence le diamètre de NGC 3260 pourrait être d'environ 31,7 kpc (∼103 000 al) si on utilisait la distance de Hubble pour le calculer. 

## Groupe de NGC 3273
La galaxie NGC 3260 fait partie du trio de galaxies de NGC 3273. L'autre galaxie du trio est IC 2584.